# Постфикс
По́стфикс (лат. postfixum — «прикреплённое после», термин был предложен Иваном Бодуэном де Куртенэ) — лингвистический термин, обозначающий аффикс, располагающийся в слове после корня.
В узком смысле, традиционном в преподавании русского языка, под постфиксом понимается морфема, располагаемая после окончания; в русском языке это возвратные -ся и -сь в глаголах (держаться, держись), а также -то, -либо и -нибудь в местоимениях и наречиях (кто-то, где-либо, что-нибудь).
В широком смысле, под постфиксом понимается любой аффикс после корня, и выделяется три вида постфиксов:
1. Суффиксы — помещаемые за корнем, но не обязательно непосредственно вслед за ним неконечные морфемы, используемые с целью формообразования и словообразования и обладающие деривационным значением (неб-ес-а → неб-ес-н-ый)[1][3].
2. Флексии (окончания) — оформляющие слово как готовую к использованию в составе синтаксической конструкции единицу, не являющиеся частью основы слова, и обладающие реляционным значением (неб-ес-н-ый → неб-ес-н-ому, неб-ес-н-ая и т. д.)[1][3].
3. Основообразующие элементы (например, небо → неб-ес-а) или темы (дел-а-ть, дел-и-ть) — тематические гласные, которые размещаются прямо за корнем и предшествуют суффиксу и указывают на принадлежность имён или глаголов к определённому типу склонения или спряжения. Не все филологи выделяют этот тип постфиксов, некоторые относят их к суффиксам[3].

В некоторых языках не существует префиксов, то есть всё словообразование осуществляется при помощи нанизывающихся один на другой постфиксов. К таким языкам относятся, скажем, финно-угорские и тюркские языки. Например, кирг. колдорумга — «моим рукам» =
кол — «рука» + дор — постфикс множественного числа + ум — постфикс принадлежности первому лицу + га — постфикс дательного падежа.